# 許任
許任（ホ・イム、きょ・じん、生没年不詳）は、李氏朝鮮時代の医者。本貫は河陽。鍼灸に優れ、朝鮮最高の鍼医との評がある。許浚と同時代の人であり、医官録（1612年）にともに記録されている。
宣祖末期から光海君、仁祖にわたって王朝に仕えている。
宣祖の時、鍼灸で王を治療して功を立て、東班の位階を受けた。1616年、永平県令に任命され、楊州牧使、富平府使を経て、1622年、南陽府使となった。
著書に『鍼灸経験方』（仁祖22年、1644年）、『東医聞見方』などがある。